# Pietra dura
Pour les articles homonymes, voir Pietra.

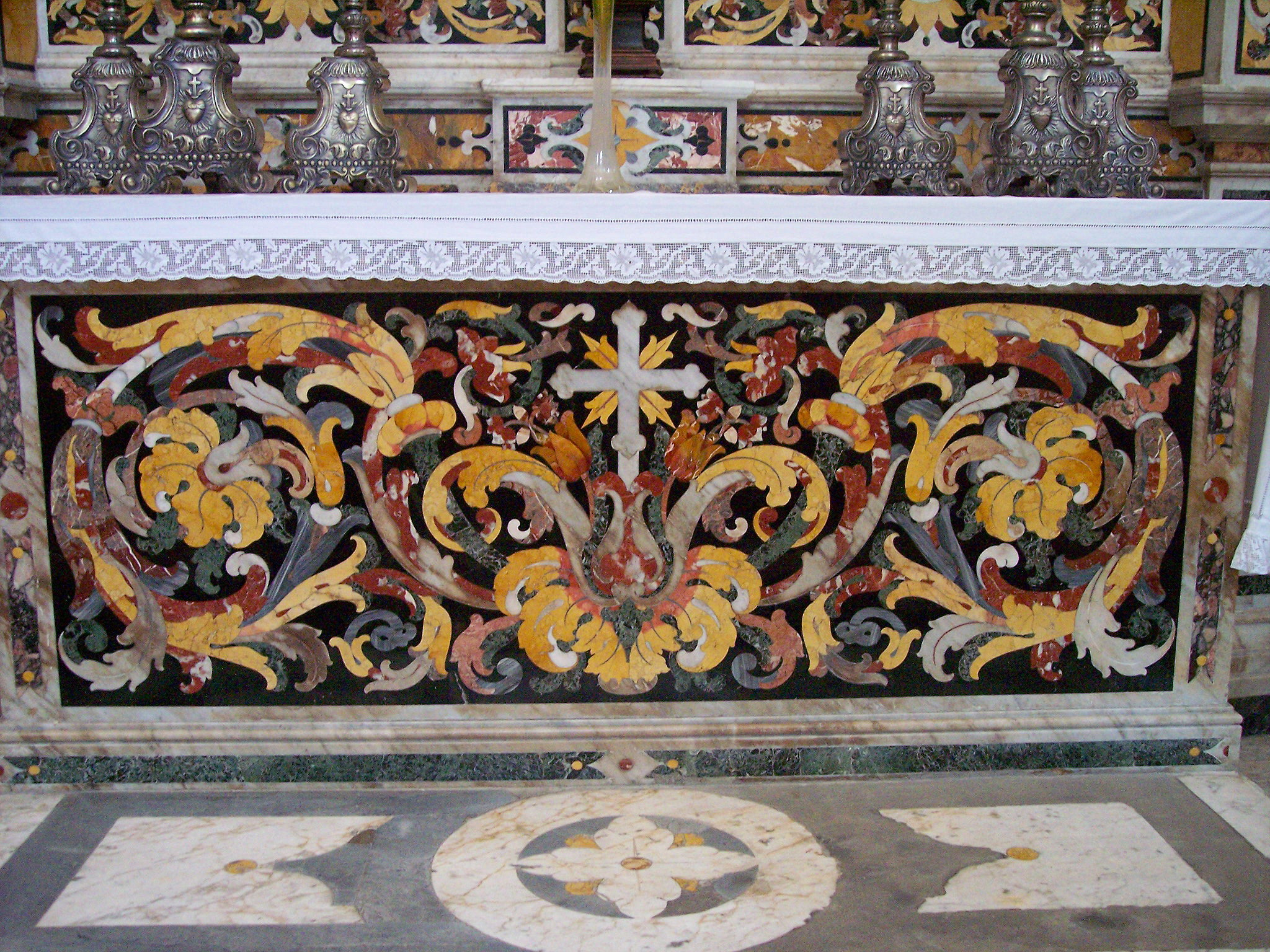
Cathédrale de l'Assomption de la Vierge Marie à Dubrovnik - Croatie.

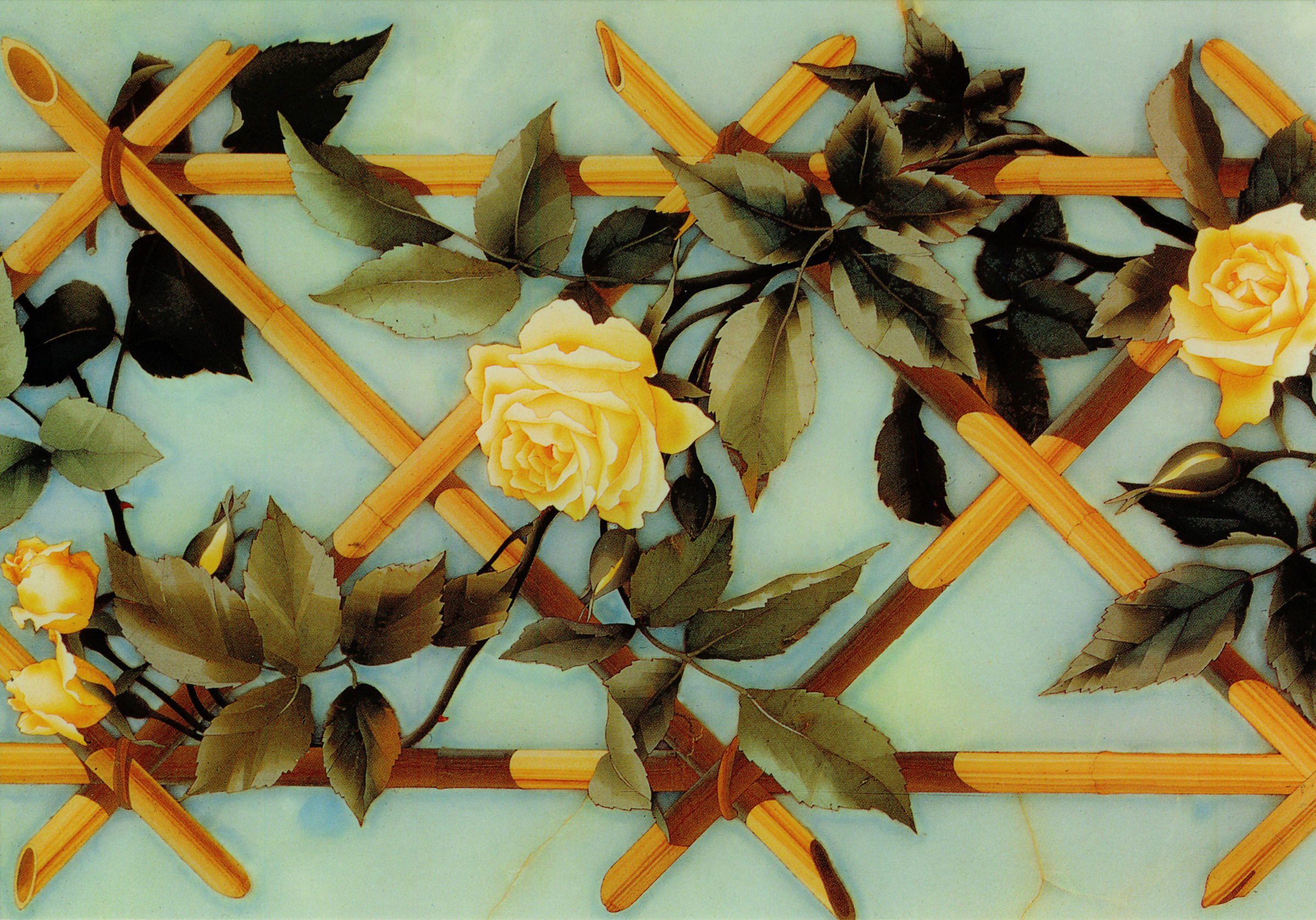
Musée de l'Opificio delle pietre dure - Florence - Italie.

La Pietra dura de l'italien ([ˈpjɛːtra ˈduːra]) ou pietre dure [ˈpjɛːtre ˈduːre] ou parchin kari dans le sous-continent indien, désigne une technique consistant à utiliser des pierres de couleur, taillées et ajustées, finement polies pour créer des images, comme une marqueterie employant des minéraux au lieu de bois. Cette technique est considérée comme un art décoratif.
Les morceaux de pierre sont collés pièce par pièce sur un support - en général un élément d'architecture - après avoir été préalablement découpés en tranches et taillés en différentes sections de forme, puis assemblés avec une telle précision que le contact entre chaque section est pratiquement invisible.
La stabilité est obtenue en rainurant la face inférieure des pierres de sorte qu'elles s'imbriquent les unes dans les autres, un peu comme un puzzle, le tout étant maintenu fermement en place par un cadre encerclant. De nombreuses pierres de différentes couleurs, en particulier les marbres, ont été utilisés, ainsi que des pierres semi-précieuses et même des pierres précieuses.
La pietra dura est apparue pour la première fois à Rome au XVIe siècle, atteignant sa pleine maturité à Florence. Les objets en pietra dura sont généralement fabriqués sur des bases en marbre vert, blanc ou noir. Typiquement, le panneau qui en résulte est complètement plat, mais quelques exemplaires où l'image est en bas-relief ont été réalisés.

## Terminologie

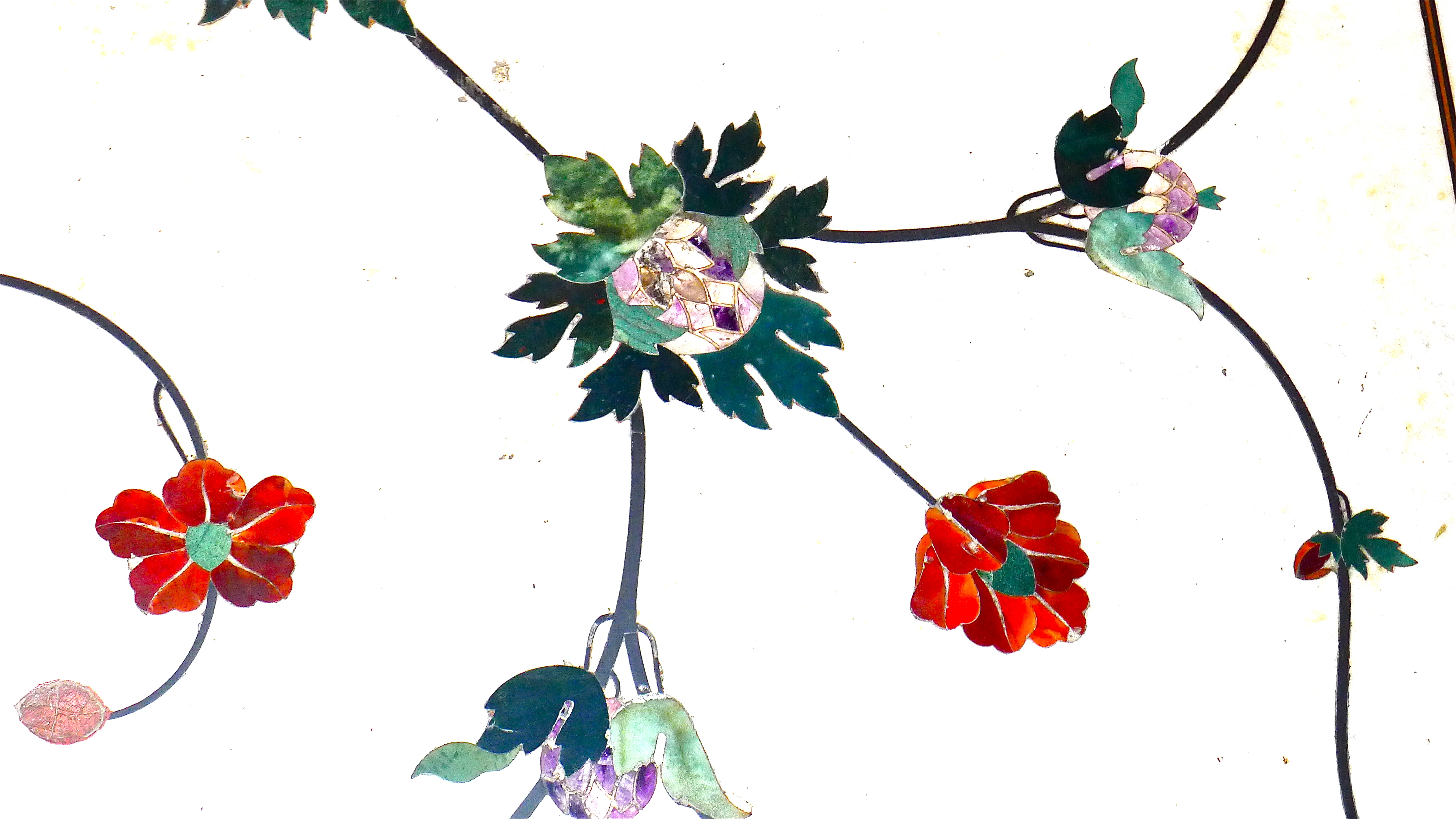
Pierres semi-précieuses incrustées dans du marbre blanc - Tombe de Jahângîr à Lahore.

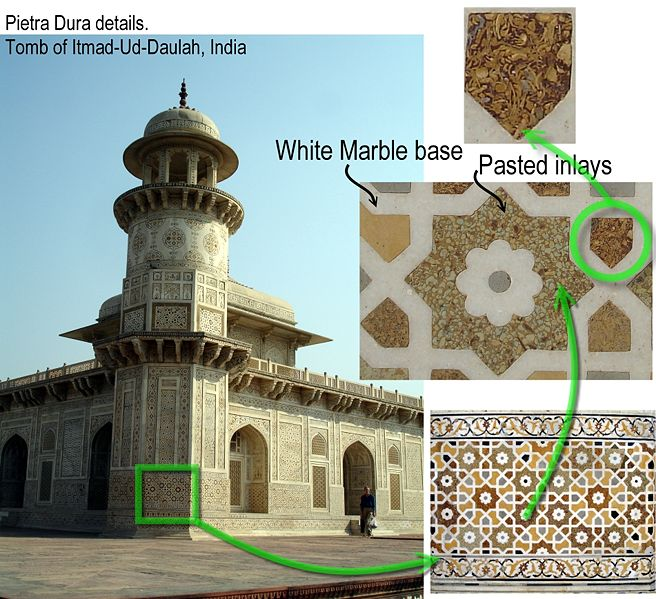
Mausolée d'Itimâd-ud-Daulâ à Agra décoré d'arabesques et de motifs géométriques.

Pietre dure est un pluriel italien signifiant « roches dures » ou « pierres dures » ; la pietra dura (au singulier) est également rencontrée en italien. En italien, mais pas en anglais, le terme englobe toutes les gravures sur pierres précieuses et la sculpture sur pierre dure, qui est la sculpture artistique d'objets tridimensionnels en pierre semi-précieuse, normalement d'une seule pièce, par exemple en jade chinois.
La convention traditionnelle en anglais a été d'utiliser le singulier pietra dura pour désigner uniquement des incrustations multicolores. Cependant, ces dernières années, on a observé une tendance à utiliser les termes pietre dure pour désigner la même chose, mais pas pour toutes les techniques qu'elle couvre, en italien.
Le titre d'une exposition de 2008 au Metropolitan Museum of Art à New York, « Art of the Royal Court: Treasures in Pietre Dure » utilise l'expression italienne, alors que le Victoria and Albert Museum de Londres utilise les deux versions sur son site Web, mais définit la pietra dura comme « une méthode d'incrustation de marbres colorés ou de pierres semi-précieuses dans un socle en pierre, souvent en motifs géométriques ou floraux... » et illustre ce propos par des œuvres de Giovanni Montelatici (1864-1930) un artiste florentin italien dont l'œuvre brillante a été distribuée dans le monde entier par des touristes et des collectionneurs.
La pietra dura se distingue de la mosaïque par le fait que les pierres qui la composent sont généralement beaucoup plus grandes et taillées de façon qu'elles soient à leur place dans l'image, et non pas toutes de taille et de forme à peu près égales à celles de la mosaïque. Dans la pietra dura, les pierres ne sont pas cimentées avec du coulis et les ouvrages en pietra dura sont souvent portables.
Il ne faut pas non plus confondre cette technique avec la micromosaïque, une forme de mosaïque qui utilise de très petites tesselles de la même taille pour créer des images plutôt que des motifs décoratifs, pour les icônes byzantines et plus tard pour les panneaux destinés à être placés dans des meubles ou similaires.
Pour les travaux d'incrustation fixe sur les murs, les plafonds et les trottoirs qui ne répondent pas à la définition de la mosaïque, les termes intarsia ou cosmati sont appropriés. De même, pour les œuvres qui utilisent de plus grands morceaux de pierre (ou des tuiles), opus sectile peut être employé.

## Histoire
La pietra dura est née de l'opus sectile romain antique, qui au moins en termes d'exemples survivants, était architectural, utilisé sur les sols et les murs, avec des dessins géométriques et figuratifs.
Au Moyen Âge, les planchers cosmatesques et les petites colonnes sur les tombes et les autels ont continué d'utiliser des incrustations de différentes couleurs dans des motifs géométriques.
L'art byzantin continue avec des sols incrustés, mais produit aussi quelques petites figures religieuses en incrustations de pierres dures, par exemple dans la Pala d'oro de la Basilique Saint-Marc à Venise (bien que celle-ci utilise principalement de l'émail).

### Pietre dure
Dans la Renaissance italienne, cette technique a été de nouveau utilisée pour les images. Les Florentins, qui ont le plus développé la forme, la considéraient cependant comme « peinture en pierre ». Au fur et à mesure de son développement à Florence, la technique s'appelait initialement opere di commessi. Le grand-duc de Toscane Ferdinand Ier de Médicis fonda en 1588 la Galleria di'Lavori, aujourd'hui Opificio delle pietre dure, dans le but de développer cette forme décorative et d'autres.
Une multitude d'objets variés ont été créés. Les plateaux de table étaient particulièrement prisés et il s'agit généralement des plus gros spécimens. On trouve de plus petits objets sous forme de médaillons, camées, plaques murales, panneaux insérés dans les portes ou sur des armoires, bols, jardinières, ornements de jardin, fontaines, bancs, etc.
Une forme populaire consistait à copier un tableau existant, souvent une figure humaine, comme l'illustre l'image du pape Clément VIII ci-dessous. On en trouve des exemples dans de nombreux musées.

Exemples d'œuvres en pietra dura
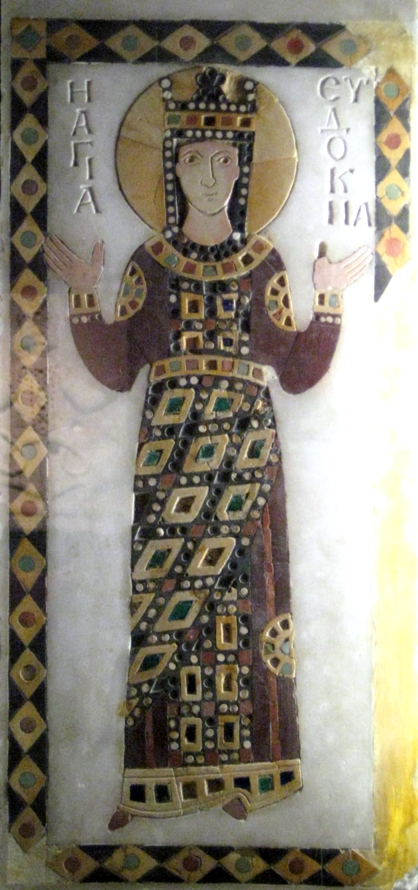
Art byzantin - Panneau représentant Eudocie Xe siècle.
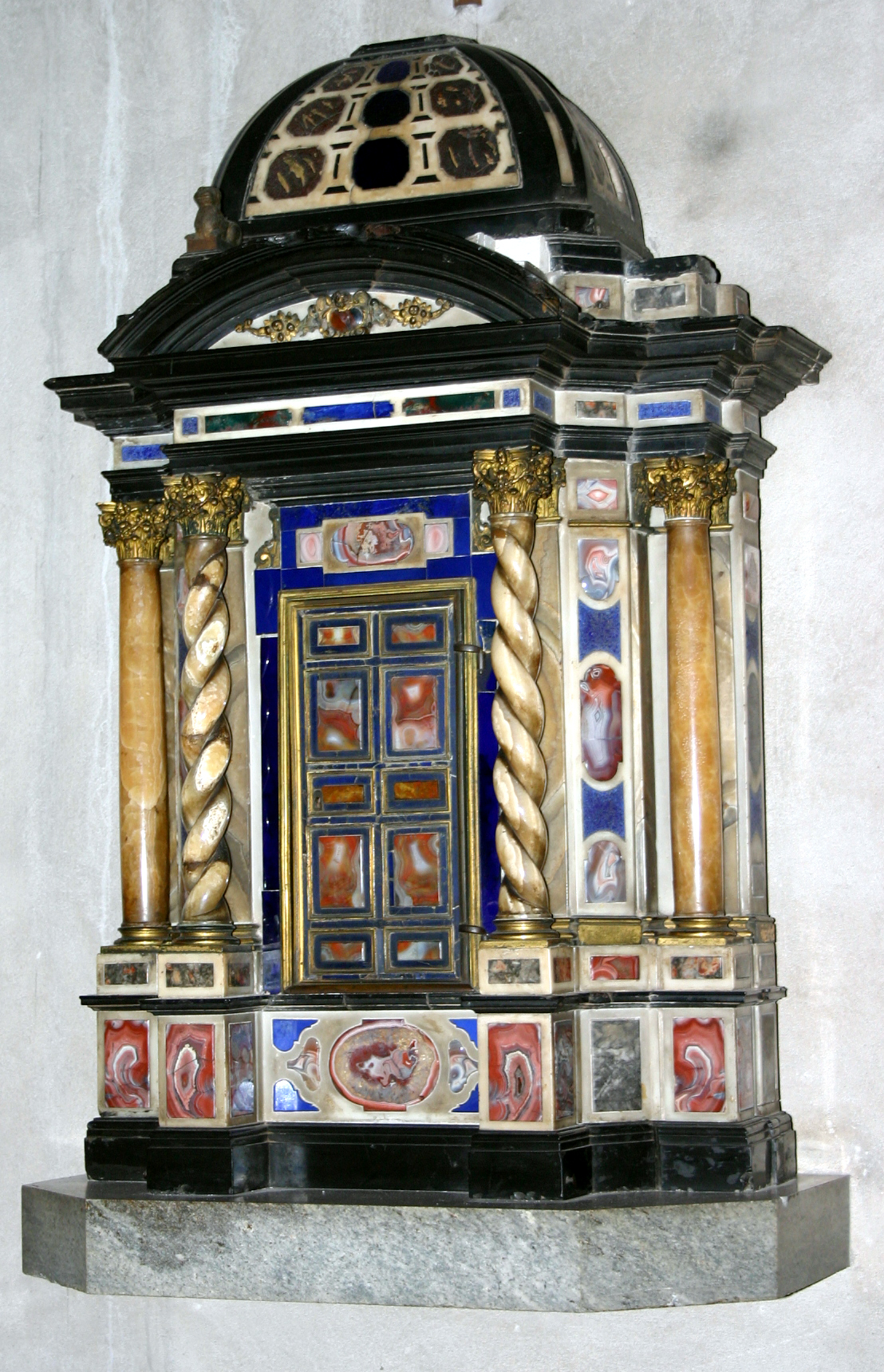
Autel à Milan utilisant les motifs naturels des pierres.
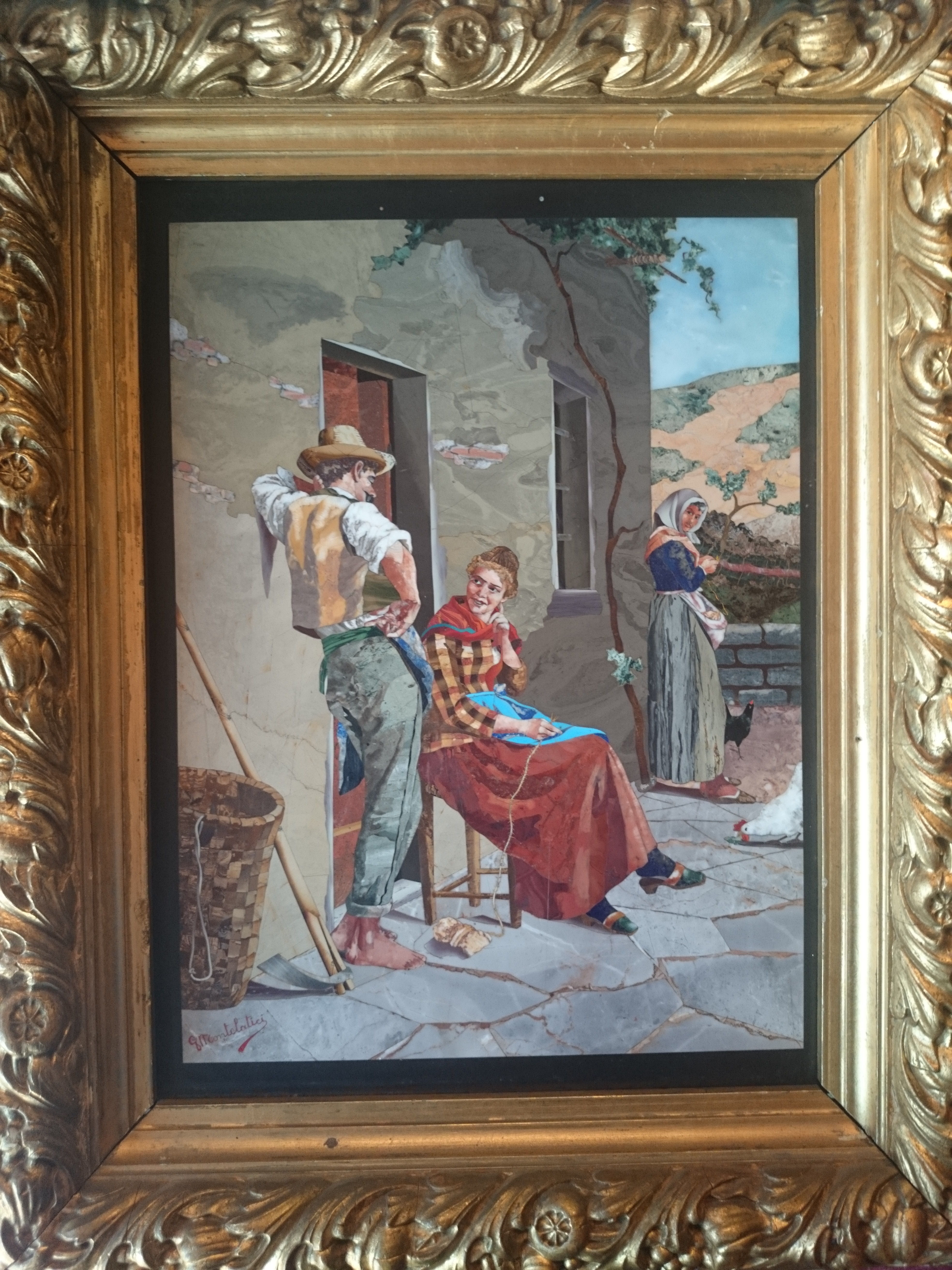
Panneau en pierre dure créé par Giovanni Montelatici à la fin des années 1800 (Florence).
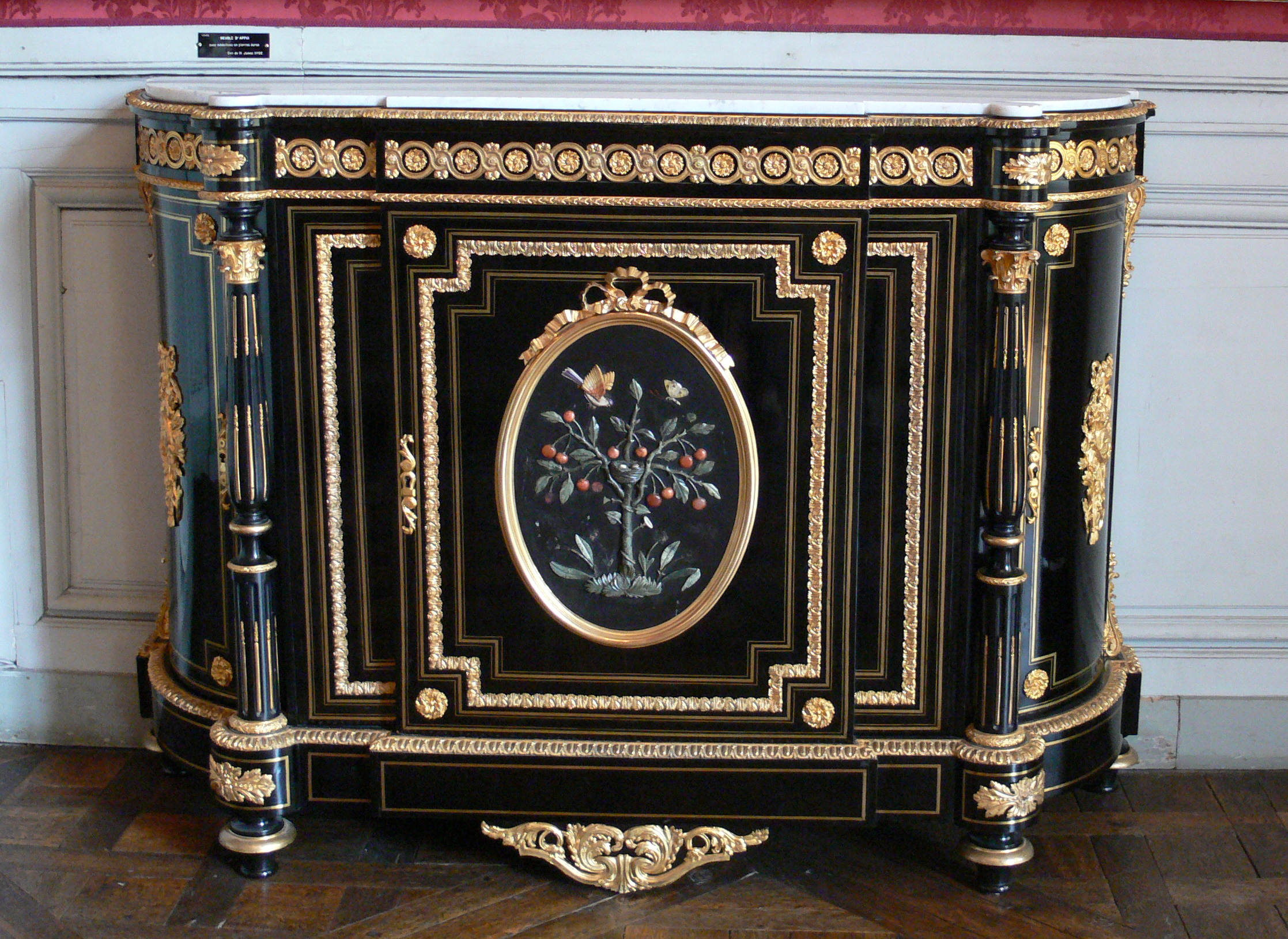
Buffet français du XIXe siècle avec panneau en relief.
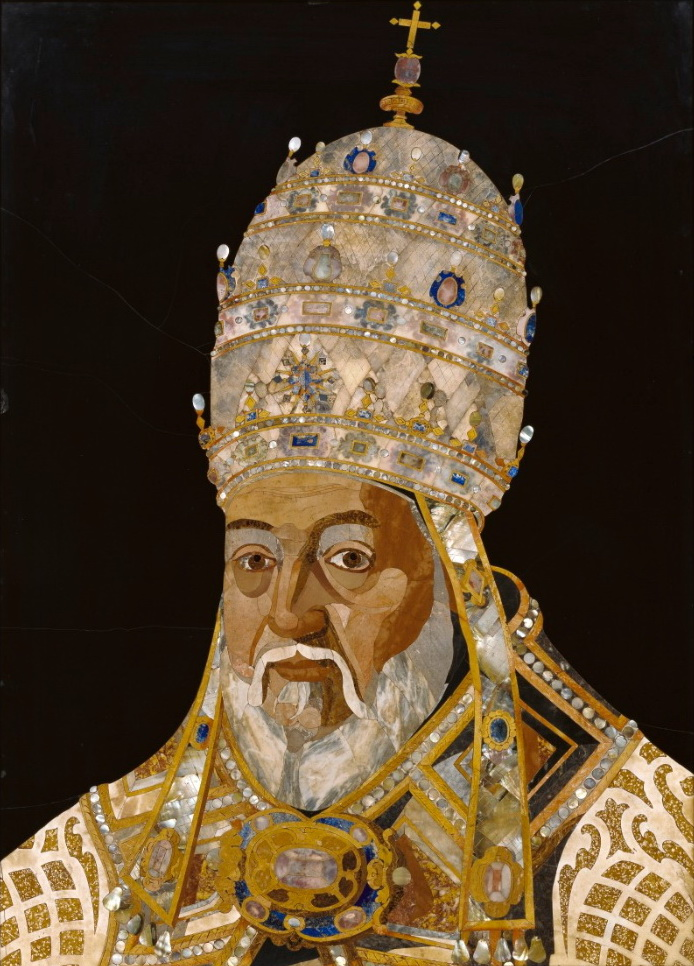
Portrait de Clément VIII dessiné par Jacopo Ligozzi reproduit par Romolo di Francesco Ferrucci del Tadda.

Le médium fut transporté dans d'autres centres européens d'art de cour et resta populaire jusqu'au XIXe siècle. Naples, en particulier, est devenu un centre important de l'artisanat. Au XXe siècle, le médium était en déclin, en partie à cause de l'assaut du modernisme, et l'artisanat avait été réduit à des travaux de restauration.
Au cours des dernières décennies, cependant, la forme a été relancée et bénéficie d'un parrainage financé par l'État. Les exemples modernes vont du kitsch touristique avec des reproductions sirupeuses de sujets religieux du  XIXe siècle (surtout à Florence et Naples), à la reproduction d'œuvres ou à partir de dessins anciens utilisés pour des décors luxueux, en passant par des œuvres dans un langage artistique véritablement contemporain.

### Parchin kari
Au début du XVIIe siècle, les petits objets produits par l'Opificio furent largement diffusés dans toute l'Europe et à l'extrême est jusqu'à la cour des Moghols en Inde, où la forme fut imitée et réinterprétée dans un style indigène ; sa plus somptueuse expression se trouve dans le Taj Mahal.
En Inde, le pietra dura était connu sous le nom de parchin kari, littéralement « incrustation ».
Comme le Taj Mahal est l'une des principales attractions touristiques, il y a une industrie florissante d'artefacts de pietra dura à Agra en Uttar Pradesh, allant des plateaux de table, médaillons, éléphants et autres formes animales, boîtes à bijoux et autres objets décoratifs.
Cette forme d'art est pleinement vivante et prospère à Agra, bien que les motifs dans les dessins y soient plus persans que romains ou florentins.

Exemples d'œuvres en parchin kari
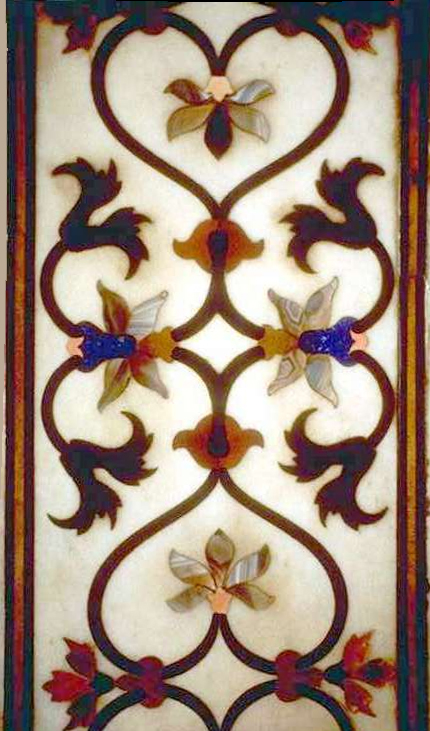
Travail floral « Parchin kari » dans le Taj Mahal, incorporant des pierres précieuses et semi-précieuses.
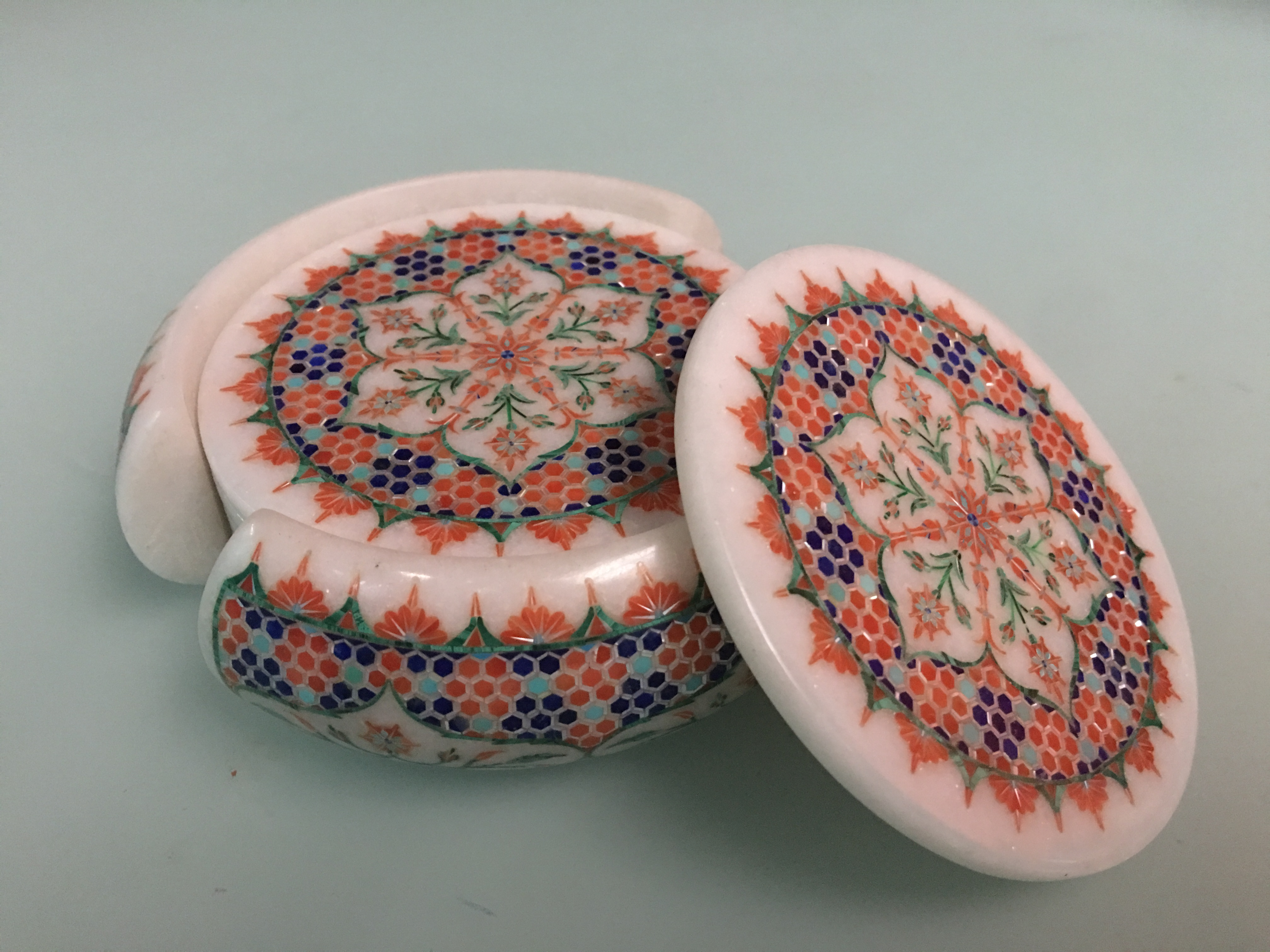
19 444 pierres semi-précieuses ont été employées pour créer cet objet - Art contemporain (Agra).
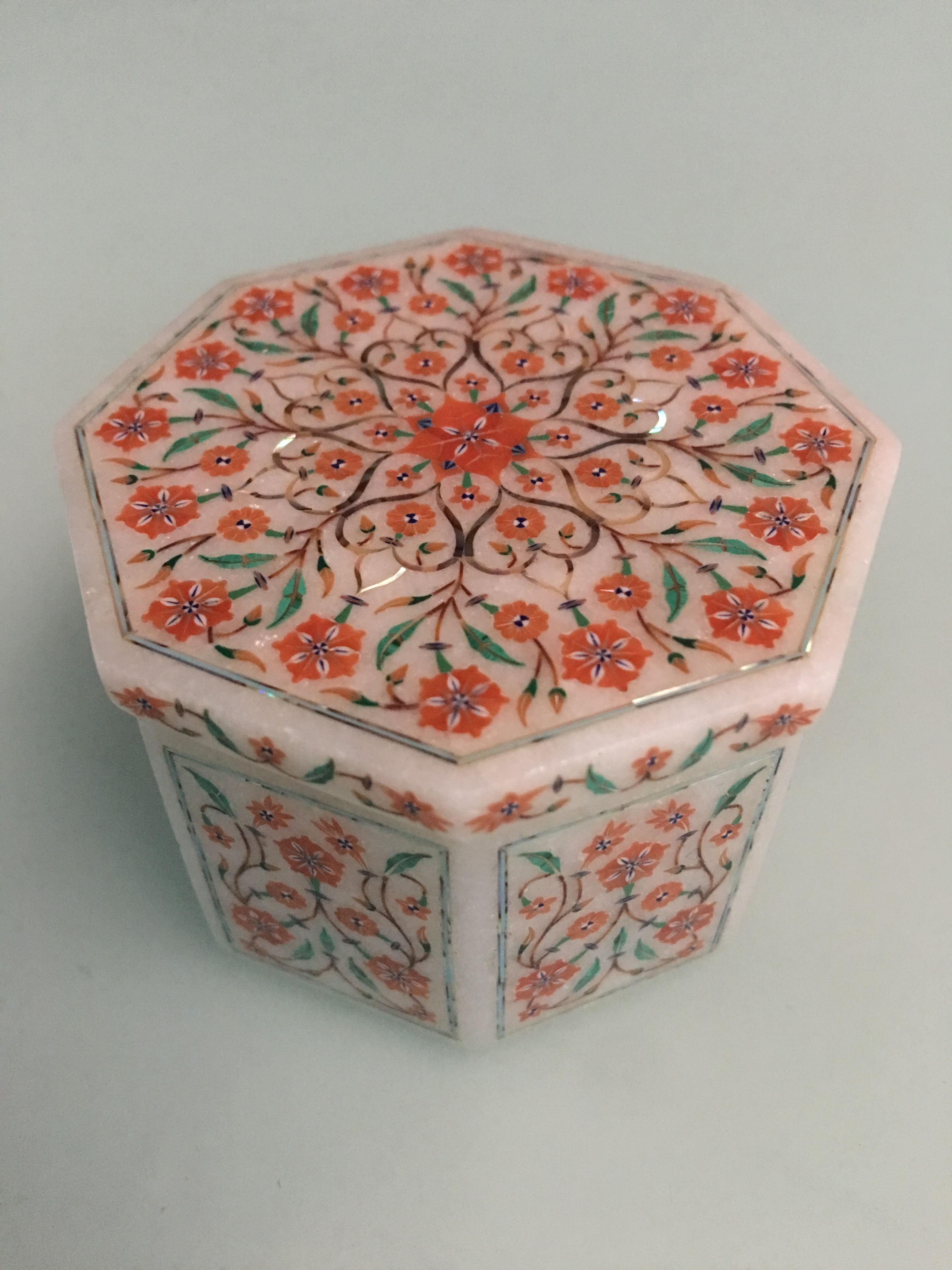
Bel exemple de boîte contemporaine incrusté de 5604 pierres semi-précieuses. Techniques similaires à celles utilisées pour le Taj Mahal (Agra).
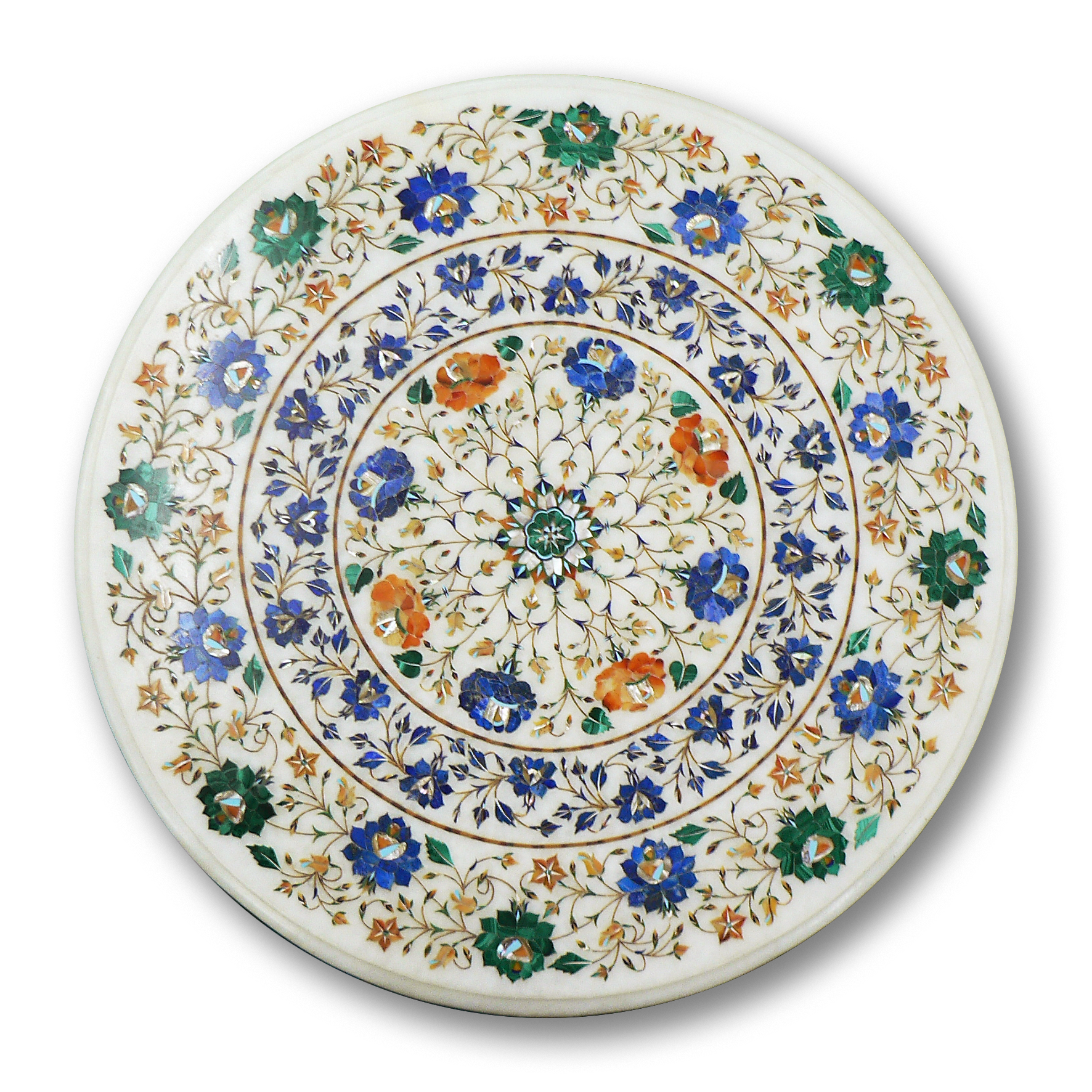
Plateau de table contemporain en marbre à motifs floraux du Taj Mahal (Agra).